# Zgadywanie błędów
W testowaniu oprogramowania, zgadywanie błędów jest metodą testową, w której przypadki testowe wykorzystywane do wykrywania błędów w programach są ustalane na podstawie doświadczeń z wcześniejszych testów. Zakres testów zazwyczaj zależy od testera oprogramowania, który wykorzystuje wcześniejsze doświadczenia i intuicję w celu określenia, które sytuacje często powodują awarię oprogramowania lub mogą przyczynić się do powstania błędów. Typowe błędy obejmują dzielenie przez zero, puste wskaźniki lub nieprawidłowe parametry.
W zgadywaniu błędów nie ma wyraźnych zasad testowania; przypadki testowe można zaprojektować w zależności od sytuacji - albo na podstawie dokumentów funkcjonalnych, albo w przypadku znalezienia nieoczekiwanego / nieudokumentowanego błędu podczas operacji testowania.